# Escola de Música de Barcelona
L'Escola de Música de Barcelona (L'EMB) és un centre d'ensenyament musical de caràcter privat dedicat especialment a l'ensenyament professional de la música en els nivells d'Iniciació, Grau Elemental i Grau Professional. Una escola de forta tradició pianística i de música de cambra.
Va ser fundada pel Trio Barcelona, integrat per els germans Lluís i Gerard Claret, i el pianista Albert Attenelle, que el 1981 van formar un Trio en un context en què no hi havia grups de càmera a Catalunya. A l'Escola de Música de Barcelona hi van dedicar més de vint anys, i actualment encara la dirigeix Attenelle.
Durant aquest temps també van crear el Curs Internacional de Música de Vic. Entre d'altres músics hi van passar Josep Pons o Ignasi Cambra. Van fer gires a Moscú i Leningrad i van gravar quatre discos amb Harmonia Mundi. L'any 1998 va ser distingida amb el Premi Nacional a l'ensenyament de la Música.
Desde l'any 1984 es realitzen anualment els Cursos de música d'estiu amb les Colònies musicals i el Curs de música per a Joves a Castellar de n'Hug.